# Hub Vrouenraets
Hubertus Thomas (Hub) Vrouenraets (Heerlen, 3 augustus 1922 – Landgraaf, 21 maart 2010) was een Nederlands politicus van de KVP en later het CDA.
Na het gymnasium werkte hij vier jaar bij de hoofdkantoor van de Staatsmijnen in Heerlen. Daarna studeerde hij van 1945 tot 1949 rechten aan de Katholieke Universiteit Nijmegen. Begin 1950 ging hij als volontair werken bij de gemeentesecretarie van Geleen waar hij het bracht tot chef van de afdeling Algemene Zaken en daarnaast was hij vanaf september 1953 gemeenteraadslid in Heerlen. In mei 1954 werd mr. Vrouenraets burgemeester van Margraten en in juni 1961 volgde zijn benoeming tot burgemeester van Nieuwenhagen. In oktober 1973 werd hij de burgemeester van Schaesberg wat hij zou blijven tot de gemeentelijke herindeling van 1 januari 1982 toen die gemeente opging in de gemeente Landgraaf. Vanaf die datum was Vrouenraets tot zijn pensionering in september 1987 de burgemeester van Stein. Begin 2010 overleed hij op 87-jarige leeftijd.